# Triesenberg
Triesenberg er en kommune i Liechtenstein. Den har 2.564 indbyggere (2005) og dækker et areal på 30 km² i en højde på 884 til 1000 meter over havets overflade. 
Landsbyen er kendt for den særprægede dialekt til indbyggerne, som er påvirket af indflyttere fra Walser i middelalderen. Man har aktivt gået ind for at bevare og bruge dialekten i byen.